# Сара Мореира
Сара Мореира (порт. Sara Isabel Fonseca Moreira; Санто Тирсо, 17. децембар 1985) је португалска атлетичарка која трчи дуге стазе и 3.000 метара са препрекама.
Мореира је 2007. освојила национално првенство у дисциплинама трка на 3.000 метара у дворани и 3.000 метара са препрекама на отвореном. Исте године на Европском првенству у Дебрецину за јуниоре до 23 године је освојила бронзану медаљу. Месец дана касније на Универзијади 2007. у Бангкоку осваја 4. место, а на Светском првенству у Осаки је ушла у финале и завршила на 13 месту. У 2008. одбранила је титуле освојене 2007, а у Neerpelt у јуну је побољшала свој резултат на 9:34,30 минута у трци са препрекама, а на Олимпијским играма у Пекингу заузима 10. место заостајући за својим најбољим резултатом за само 0,9 секунди.
Свој најбољи пласман од почетка каријере постиже на Европском првенству у дворани 2009. одржаном у Торину када је у дисциплини на 3.000 метара освојила сребрну медаљу.
У 2009. учествује на Универзијади у Београду осваја два злата у тркама 3.000 са препрекама и 5.000 м. Учествује и на Светском првенству у Берлину где је на 3.000 метара са препрекама била шеста са личним рекордом 9:28,64, а у 5.000 метара|трци на 5.000 метара десета.
Године 2011. на Светском првенству у Тегу у трци на 3.000 м препреке заузела 11. место али је због коришћења забрањених стимуланса дисквалификована, а резултат јој је поништен. Кажњена је шестомесечном забраном учешћа на свим такмичењима..
Године 2016. на Европском првенству у Амстердаму освојила је златну медаљу у полумаратону који први пут уврштен на ЕП.
Сара Мореира је члан Маратон клуба Португал у Лисабону. 
Висока је 1,68 метара, а њена маса је 48 килограма.

## Значајнији резултати
| Год.                   | Такмичење                    | Место                          | Пласман                | Дисциплина                     | Резултат               | Бел.                                     |
| Представља Португалију | Представља Португалију       | Представља Португалију         | Представља Португалију | Представља Португалију         | Представља Португалију |                                          |
| ---------------------- | ---------------------------- | ------------------------------ | ---------------------- | ------------------------------ | ---------------------- | ---------------------------------------- |
| 2007.                  | Европско првенство У-23      | Дебрецин, Мађарска             |                        | 3.000 м препреке               | 9:42,47                |                                          |
| 2007.                  | Светско првенство            | Осака, Јапан                   | 13.                    | 3.000 м препреке               | 10:00,40               | Архивирано на веб-сајту (8. август 2016) |
| 2008.                  | Светско првенство у кросу    | Единбург, Уједињено Краљевство | 50.                    | Сениорска трка - жене(7.905 м) | 27:50                  | Архивирано на веб-сајту (8. август 2016) |
| 2008.                  | Светско првенство у кросу    | Единбург, Уједињено Краљевство | 8.                     | Сениорска трка - екипно        | 165 бод.               |                                          |
| 2008.                  | Олимпијске игре              | Пекинг, Кина                   | 25.                    | 3.000 м препреке               | 9:34,39                |                                          |
| 2009.                  | Европско првенство у дворани | Торино, Италија                |                        | 3.000 м                        | 8:48,18                |                                          |
| 2009.                  | Светско првенство у кросу    | Аман, Јордан                   | 16.                    | Сениорска трка - жене(8 км)    | 27:54                  |                                          |
| 2009.                  | Светско првенство у кросу    | Аман, Јордан                   |                        | Сениорска трка - екипно        | 72 бод.                |                                          |
| 2009.                  | Европско екипно првенство    | Леирија, Португалија           | 7.                     | 1.500 м                        | 4:12,94                |                                          |
| 2009.                  | Европско екипно првенство    | Леирија, Португалија           | 4.                     | 3.000 м препреке               | 9:43,99                |                                          |
| 2009.                  | Универзијада                 | Београд, Србија                |                        | 5.000 м                        | 15:32,78               |                                          |
| 2009.                  | Универзијада                 | Београд, Србија                |                        | 3.000 м препреке               | 9:32,62                |                                          |
| 2009.                  | Lusophony Games              | Лисабон, Португалија           | 1.                     | 5.000 м                        | 15.45.05               |                                          |
| 2009.                  | Светско првенство            | Берлин, Немачка                | 15.                    | 3.000 м препреке               | 9:28,64                |                                          |
| 2009.                  | Светско првенство            | Берлин, Немачка                | 10.                    | 5.000 м                        | 15:12,22               | Архивирано на веб-сајту (8. август 2016) |
| 2009.                  | Европско првенство у кросу   | Даблин, Ирска                  | 10.                    | Сениорска трка - жене(8.018 м) | 28,32                  |                                          |
| 2009.                  | Европско првенство у кросу   | Даблин, Ирска                  |                        | Сениорска трка - екипно        | 25 бод.                |                                          |
| 2010.                  | Светско првенство у дворани  | Доха, Катар                    | 6.                     | 3.000 м                        | 8:55,34                | Архивирано на веб-сајту (8. август 2016) |
| 2010.                  | Светско првенство у кросу    | Бидгошћ, Пољска                | 27.                    | Сениорска трка - жене(7.759 м) | 26,22                  | Архивирано на веб-сајту (8. август 2016) |
| 2010.                  | Европско првенство           | Барселона, Шпанија             |                        | 5.000 м                        | 14:54,71               |                                          |
| 2010.                  | Европско првенство у кросу   | Albufeira, Португалија         | 9.                     | Сениорска трка - жене(8.170 м) | 27,26                  |                                          |
| 2010.                  | Европско првенство у кросу   | Albufeira, Португалија         |                        | Сениорска трка - екипно        | 19 бод.                |                                          |
| 2011.                  | Европско првенство у дворани | Париз, Француска               | 7.                     | 1.500 м                        | 4:16,67                |                                          |
| 2011.                  | Универзијада                 | Шенџен, Кина                   |                        | 5.000 м                        | 15:45,83               |                                          |
| 2011.                  | Светско првенство            | Тегу, Јужна Кореја             | -                      | 3.000 м                        | ДИСК.                  | Архивирано на веб-сајту (8. август 2016) |
| 2012.                  | Олимпијске игре              | Лондон, Уједињено Краљевство   | 14.                    | 10.000 м                       | 31:16,44               |                                          |
| 2013.                  | Европско првенство у дворани | Гетеборг, Шведска              |                        | 3.000 м                        | 8:58,50                |                                          |
| 2014.                  | Европско првенство           | Цирих, Швајцарска              | 6.                     | 5.000 м                        | 15:38,13               |                                          |
| 2014.                  | Њујоршки маратон             | Њујорк, САД                    | 3.                     | Маратон                        | 2:25:59                |                                          |
| 2015.                  | Светско првенство            | Пекинг, Кина                   | 12.                    | 10.000 м                       | 32:06,14               | Архивирано на веб-сајту (22. јул 2016)   |
| 2016.                  | Европско првенство           | Амстердам, Холандија           |                        | Полумаратон                    | 1:10:19                |                                          |
| 2018.                  | Европско првенство           | Берлин, Немачка                | БП                     | 10.000 м                       | БП                     |                                          |

## Лични рекорди
Датум ажурирања: 28. јул 2016. године
На отвореном:
- 1.500 метара — 4:07,11 — Барселона, 9. јул 2010.
- 3.000 метара — 8:42,69 — Уелва, 9. јун 2010.
- 5.000 метара — 14:54,71 — Барселона, 1. август 2010.
- 10 километара — 32:11 — Манчестер, 15. мај 2011.
- 15 километара — 48:48 — Лисабон, 22. јануар 2013.
- полумаратон —	1:09:18 — Лисабон, 22. март 2015.
- 3000 са препрекама — 	9:28,64 — Берлин, 15. август 2009.

У дворани
- 1.500 метара — 4:10,65 — Париз, 4. март 2011.
- 3.000 метара — 8:44,22 — Карлсруе, 13. фебруар 2011.